# Densignathus
Densignathus — вимерлий рід ранніх стеблових тетраподоморфів з пізнього девону штату Пенсильванія в США. Нижня щелепа була знайдена на стоянці скам'янілостей Ред-Гілл, яка відома різноманітністю лопатеперих риб та інших ранніх тетраподоморфів, таких як Hynerpeton. Типовий вид, Densignathus rowei, був названий на честь палеонтолога Нормана Дугласа Роу в 2000 році.